# Alfred Solaas
Alfred Solaas, född 15 april 1912 i Oslo, död 23 november 1968, var en norsk skådespelare och teaterregissör.

## Filmografi i urval
- 1937 – To levende og en død
- 1939 – Familien på Borgan
- 1939 – Å, en så'n brud!
- 1942 – Nordlandets våghals
- 1942 – Det æ'kke te å tru
- 1946 – Om kjærligheten synger de
- 1948 – Den hemlighetsfulla våningen
- 1953 – Skøytekongen
- 1961 – Hans Nielsen Hauge
- 1962 – Tonny